# Schirgiswalde
Schirgiswalde (alt sòrab: Šěrachow) és un municipi alemany que pertany a l'estat de Saxònia. Es troba als marges del riu Spree, a 15 kilòmetres de Bautzen. Limita amb Kirschau al nord, Crostau a l'est, Sohland al sud i Steinigtwolmsdorf i Wilthen a l'oest.

## Districtes
- Město Šěrachow (Stadt Schirgiswalde)
- Nowy Šěrachow (Neuschirgiswalde)
- Petersbach